# ثقافة زرزية
ثقافة زرزية هي ثقافة أثرية كانت في أواخر العصر الحجري القديم والميزوليتي في جنوب غرب آسيا، وتقدر الفترة للثقافة ما بين 18،000 إلى 8،000 سنة قبل الميلاد، وتنسب الثقافة إلى كهف زارزي في كردستان العراق، حيث وجدت هناك الكثير من الأدوات الحجرية الصغيرة (ما يصل إلى 20٪ من الاكتشافات).